# KDDI デザイニングスタジオ
KDDI デザイニングスタジオ（ケイディーディーアイ デザイニングスタジオ、KDDI Designing Studio）は、かつて東京都渋谷区にあった、KDDIのショールーム・PR施設。
同社のサービスであるauのPRや、利用者からの意見を取り込みによる電気通信市場のマーケティングを目的としており、携帯機器やモデム、セットトップボックス等が陳列されていた。

## 概要
通称Kスタ。KDDIによって2005年（平成17年）3月4日に開業した。関東では唯一のKDDI（コンシューマ事業統括本部）が運営する直営店として、通常のauショップとして移動機やアクセサリー類などが販売されており、購入や諸手続や修理の受付も可能であった。
2014年11月16日をもって閉店。ショールームとしての機能はau SHINJUKUに移された。建物は再利用されることなく解体され、跡地にはイオングループのOPAが商業ビルを開発。スポーツシューズメーカー・ニューバランスのグローバル旗艦店が2016年11月5日にオープンした。

## 建物について
メインフロアは楕円の形状をしており、その周囲にスロープを配して、来場者はそれを用いて各階を上下に移動する。外観はガラスカーテンウォール貼り。カフェのある5階には屋上緑化が施されていた。2005年度グッドデザイン賞を新領域デザイン部門で受賞している。

## フロア構成
タッチ&トライ（1 - 2階）
au移動機の最新機種の実機が展示されており、試用することが可能である。2014年4月時点では「企業や学生の皆様に施設のご案内をさせていただいております」と公式サイトのフロアガイドに記述されていた。1階のイベントスペースではアーティストによるライブイベントが不定期に開催されるほか、端末製造メーカーによるスマートフォンの「使い方セミナー」や、報道機関向けの新機種のプレス発表会、iPhoneなどの発売初日イベントなどが実施されている。
3階 - 受付カウンター
auショップとして各種手続きや修理などを受付けている。
WIRED CAFE 360°（5階）
大型窓から回転レストランのように周辺の眺望が楽しめるカフェレストラン。飲食利用者は無料でPCでのインターネット閲覧が利用可能。

## デザイナーズ・コレチオーネ・ジャパン・ビル
KDDIデザイニングスタジオの所在地にはかつて、1994年（平成6年）春に開業した商業施設、『デザイナーズ・コレチオーネ・ジャパン・ビル』があった。
この施設はブランド品の安売り店を東京や大阪で展開していた企業、デザイナーズ・コレチオーネによって企画されたもので、交差点から地上3階まで続く巨大な石造りの階段（階段ピラミッド状）を特徴としていた。この階段を含め、この施設のコンセプトはイタリア・ローマの『スペイン広場』であり、同地を意識して施設の1階には、花屋やコーヒー店などが誘致されて入居していた。

## 交通アクセス
- 山手線原宿駅（竹下口）から徒歩8分
- 東京メトロ千代田線・副都心線明治神宮前駅（4・5・6番出口）から徒歩5分
- 東京メトロ銀座線・千代田線・半蔵門線表参道駅（A2番出口）から徒歩10分